# Unione Sportiva Triestina 1922
Questa pagina raccoglie le informazioni riguardanti l'Unione Sportiva Triestina nelle competizioni ufficiali della stagione 1922.

## Rosa
Fonte:
| N° | Naz.              | Ruolo | Sportivo           |  |  |  |
| -- | ----------------- | ----- | ------------------ |  |  |  |
|    | Italia (bandiera) | P     | Rodolfo Taucer     |  |  |  |
|    | Italia (bandiera) | D     | Giuseppe Villa     |  |  |  |
|    | Italia (bandiera) | A     | Gino De Santi      |  |  |  |
|    | Italia (bandiera) | A     | Guglielmo De Santi |  |  |  |
|    | Italia (bandiera) | A     | Luigi Fioravante   |  |  |  |
|    | Italia (bandiera) | A     | Bruno Collich      |  |  |  |

## Risultati

### Campionato italiano
| Milano 23 aprile 1922 | Sempione | 2 – 3 | Triestina | Pista di corso Sempione |

| Milano 24 aprile 1922 | Veloce Club | 1 – 4 | Triestina | Pista di corso Sempione |

| Milano 25 aprile 1922 | Excelsior Pola | 3 – 0 | Triestina | Pista di corso Sempione |

### Libri
- Paolo Virdi, Hockey pista, un grande romanzo - Da Pola 1922, un secolo di storia a rotelle, Lodi, Linee Infinite Edizioni S.n.c., giugno 2018,  pp. 17-23.

### Giornali
- Il Piccolo e Il Piccolo della Sera, conservati dalla Biblioteca Nazionale Centrale di Firenze.